# موسی‌آباد (خرقان)
موسی‌آباد یک روستا در ایران است که در دهستان الویر شهرستان زرندیه واقع شده‌است. موسی‌آباد ۷۹ نفر جمعیت دارد.